# Liste der Einträge in das National Register of Historic Places im Otero County (New Mexico)
Diese Liste der Einträge im National Register of Historic Places im Otero County (New Mexico) enthält alle im Otero County, New Mexico in das National Register of Historic Places eingetragenen Gebäude, Bauwerke, Objekte, Stätten oder historischen Distrikte.
Diese Liste entspricht dem Bearbeitungsstand des National Park Service/National Register of Historic Places vom 18. Oktober 2024.

## Legende
| NRHP | Historic Place             |
| HD   | National Historic District |

## Aktuelle Einträge
| [ 2 ] | Name                                   | Bild                               | Eintragsdatum                 | Lage | Ort                  | Beschreibung |
| ----- | -------------------------------------- | ---------------------------------- | ----------------------------- | --- | -------------------- | ------------ |
| 1     | Administration Building                | Administration Building            | 16. Mai 1989 ID-Nr. 88001564  | 1900 N. White Sands Boulevard 32° 54′ 51″ N, 105° 57′ 33″ W                                             | Alamogordo           |              |
| 2     | Alamogordo Woman’s Club                | weitere Bilder                     | 4. Aug. 2003 ID-Nr. 03000734  | südöstlich Straßenecke der 12th Street und Indiana Avenue 32° 54′ 12″ N, 105° 57′ 22″ W                 | Alamogordo           |              |
| 3     | Archeological Site No. AR-03-08-02-409 |                                    | 13. Apr. 1998 ID-Nr. 98000278 | Adresse nicht veröffentlicht                                                                            | Timberon             |              |
| 4     | Archeological Site No. AR-03-08-02-415 |                                    | 13. Apr. 1998 ID-Nr. 98000277 | Adresse nicht veröffentlicht                                                                            | Timberon             |              |
| 5     | Archeological Site No. AR-03-08-03-128 |                                    | 24. Nov. 1995 ID-Nr. 95001479 | Adresse nicht veröffentlicht                                                                            | Queen                |              |
| 6     | Auditorium and Recreation Building     | Auditorium and Recreation Building | 16. Mai 1989 ID-Nr. 88001565  | 1900 N. White Sands Boulevard 32° 54′ 49″ N, 105° 57′ 30″ W                                             | Alamogordo           |              |
| 7     | Bluewater Lookout Complex              |                                    | 28. Jan. 1988 ID-Nr. 87002486 | Lincoln National Forest 32° 44′ 28″ N, 105° 27′ 54″ W                                                   | Weed                 |              |
| 8     | Bridge A 249-Cloudcroft, New Mexico    |                                    | 29. Dez. 2015 ID-Nr. 15000948 | 65 E. Little Mexican Avenue 32° 57′ 35,6″ N, 105° 44′ 55,5″ W                                           | Cloudcroft, Vorort   |              |
| 9     | Carrisa Lookout Complex                |                                    | 28. Jan. 1988 ID-Nr. 87002488 | Lincoln National Forest 32° 40′ 34″ N, 105° 37′ 9″ W                                                    | Long Canyon          |              |
| 10    | Central Receiving Building             | Central Receiving Building         | 16. Mai 1989 ID-Nr. 88001566  | 1900 N. White Sands Boulevard 32° 54′ 51″ N, 105° 57′ 29″ W                                             | Alamogordo           |              |
| 11    | Circle Cross Ranch Headquarters        |                                    | 17. Nov. 1980 ID-Nr. 80002563 | südwestlich von Sacramento 32° 39′ 26″ N, 105° 42′ 20″ W                                                | Sacramento           |              |
| 12    | Fresnal Shelter                        |                                    | 13. Apr. 1998 ID-Nr. 98000315 | Adresse nicht veröffentlicht                                                                            | High Rolls           |              |
| 13    | Juan Garcia House                      |                                    | 23. Okt. 1980 ID-Nr. 80002559 | Tularosa Street 32° 58′ 40,3″ N, 105° 56′ 31″ W                                                         | La Luz               |              |
| 14    | Hay Canyon Logging Camp                |                                    | 2. Jan. 1992 ID-Nr. 91001880  | Adresse nicht veröffentlicht                                                                            | Mayhill              |              |
| 15    | Hubbell Canyon Log Chute               |                                    | 31. Dez. 1991 ID-Nr. 91001882 | Adresse nicht veröffentlicht                                                                            | Cloudcroft           |              |
| 16    | Infirmary Building                     | Infirmary Building                 | 16. Mai 1989 ID-Nr. 88001567  | 1900 N. White Sands Boulevard 32° 55′ 19″ N, 105° 57′ 30″ W                                             | Alamogordo           |              |
| 17    | Jackson House                          | weitere Bilder                     | 28. Jan. 2004 ID-Nr. 03001511 | 1700 9th Street 32° 53′ 56″ N, 105° 56′ 23″ W                                                           | Alamogordo           |              |
| 18    | La Luz Historic District               | La Luz Historic District           | 23. Okt. 1980 ID-Nr. 80002560 | in der Nähe der New Mexico State Road 83 32° 58′ 42″ N, 105° 56′ 33″ W                                  | La Luz               |              |
| 19    | La Luz Pottery Factory                 | La Luz Pottery Factory             | 29. Mai 1979 ID-Nr. 79001544  | östlich von La Luz 32° 58′ 45″ N, 105° 54′ 7,9″ W                                                       | La Luz               |              |
| 20    | Oliver Lee Dog Canyon Ranch            | Oliver Lee Dog Canyon Ranch        | 26. Mai 2015 ID-Nr. 15000263  | Adresse nicht veröffentlicht                                                                            | Alamogordo, Siedlung |              |
| 21    | Mayhill Administrative Site            |                                    | 1. Juni 1989 ID-Nr. 89000476  | U.S. Route 82, nördlich von Mayhill 32° 54′ 32″ N, 105° 28′ 9,8″ W                                      | Mayhill              |              |
| 22    | Mexican Canyon Trestle                 | weitere Bilder                     | 7. Mai 1979 ID-Nr. 79001543   | nordwestlich von Cloudcroft, in der Nähe der New Mexico State Road 83 32° 57′ 49,4″ N, 105° 44′ 51,6″ W | Cloudcroft           |              |
| 23    | Queen Anne House                       | Queen Anne House                   | 23. Okt. 1980 ID-Nr. 80002561 | Kearney Street 32° 58′ 40,3″ N, 105° 56′ 31″ W                                                          | La Luz               |              |
| 24    | St. Joseph Apache Mission Church       | weitere Bilder                     | 1. Feb. 2005 ID-Nr. 04001588  | 626 Mission Trail 33° 9′ 24″ N, 105° 46′ 3″ W                                                           | Mescalero            |              |
| 25    | D.H. Sutherland House                  | D.H. Sutherland House              | 23. Okt. 1980 ID-Nr. 80002562 | Main Street 32° 58′ 40,3″ N, 105° 56′ 31″ W                                                             | La Luz               |              |
| 26    | Tularosa Original Townsite District    | weitere Bilder                     | 2. Feb. 1979 ID-Nr. 79001545  | U.S. Route 54 und U.S. Route 70 in New Mexico 33° 4′ 28″ N, 106° 1′ 1″ W                                | Tularosa             |              |
| 27    | US Post Office-Alamogordo              | weitere Bilder                     | 18. Mai 2000 ID-Nr. 00000510  | 1101 New York Avenue 32° 54′ 3″ N, 105° 57′ 32″ W                                                       | Alamogordo           |              |
| 28    | Weed Lookout Tower                     |                                    | 28. Jan. 1988 ID-Nr. 87002487 | Lincoln National Forest 32° 48′ 23″ N, 105° 33′ 33″ W                                                   | Sacramento           |              |
| 29    | White Sands Historic District          | weitere Bilder                     | 23. Juni 1988 ID-Nr. 88000751 | U.S. Route 70 und U.S. Route 82 in New Mexico 32° 46′ 47″ N, 106° 10′ 18″ W                             | Alamogordo           |              |
| 30    | Wills Canyon Spur Trestle              |                                    | 31. Dez. 1991 ID-Nr. 91001881 | Adresse nicht veröffentlicht                                                                            | Cloudcroft           |              |
| 31    | Wofford Lookout Complex                | weitere Bilder                     | 28. Jan. 1988 ID-Nr. 87002484 | Lincoln National Forest 32° 59′ 47,8″ N, 105° 42′ 39,6″ W                                               | Cloudcroft           |              |